# Johannes Pfuhl
Johannes Pfuhl (født 20. februar 1846 i Löwenberg, Schlesien, død 3 maj 1914 i Baden-Baden) var en tysk billedhugger, far til Ernst Pfuhl.
Pfuhl, der fik sin uddannelse blandt andet på Berlins Akademi, blev især kendt ved sin udtryksfulde marmorstatue af Stein i Nassau a.d. Lahn. Andre værker var Perseus og Andromeda (Posen), rytterstatue af Vilhelm I (1893, Görlitz), mindesmærket for grev Eberhard til Stolberg-Wernigerode (Landshut i Schlesien) et cetera.